# Ханна Монтана
Ханна Монтана (англ. Hannah Montana) — американский подростковый телевизионный сериал, который дебютировал 24 марта 2006 года на Disney Channel.
Основной сюжет сериала посвящён девочке, которая живёт двойной жизнью: простая школьница-подросток по имени Майли Стюарт (играет Майли Сайрус) днём и известная поп-певица Ханна Монтана ночью, маскируя настоящую личность от общественности, кроме близких друзей и семьи.
Сериал был номинирован на «Эмми» в категории «Лучшая детская программа» с 2007 по 2010 годы.. 10 апреля 2009 года был выпущен в кинотеатры художественный фильм «Ханна Монтана». Третий сезон сериала вышел 2 ноября 2008 года и закончился 14 марта 2010 года. Шоу продолжилось с четвёртого и последнего сезона, съёмки которого начались 18 января 2010 года и закончились 14 мая 2010 года. Последний сезон вышел в свет 11 июля 2010 года и стал последним ситкомом Disney Channel для перехода от стандартного разрешения к высокой чёткости. 4 сезон Ханны Монтаны рекламируется как Ханна Монтана: Навсегда. Последняя одночасовая серия вышла в эфир 16 января 2011 года.

## Производство

### Концепция
Майкл Порейс, один из создателей, был создателем «Такая Рэйвен» и «Кори в доме». Шоу продюсировалось «It’s a Laugh Productions, Inc.» и «Michael Poryes Productions», в сотрудничестве с «Disney Channel Original Productions». Он был снят в Sunset Bronson Studios в Голливуде, Калифорния.
Первоначальная идея шоу была основана на эпизоде «Goin' Hollywood» из сериала «Такая Рэйвен», который послужил основой для ситкома с экспериментальным названием «Better Days» со звездой Элисон Стоунер, в котором молодая звезда ТВ-шоу с тем же именем пыталась пойти в обычную школу. У эпизода «Kid in School» есть одно общее с вышеупомянутым эпизодом. Бывшая финалистка American Juniors Джордан МакКой, будущая актриса сериала «Сплетница» Тейлор Момсен и поп-R&B певица Джоджо (которая отказалась от роли) рассматривались на роль Хлои Стюарт. Майли Сайрус изначально прослушивалась на роль «лучшей подруги». Лили Ромеро позже сменилась на Лили Траскотт, но они подумали, что будет лучше дать ей главную роль, поэтому она прослушивалась на Зои Стюарт/Ханну Монтану. Зои Стюарт позже была изменена на Хлою Стюарт, которая в конце поменялась на Майли, когда она получила роль. Имена Ханны Монтаны менялись несколько раз. Три из предыдущих были Анна Кабана, Саманта Йорк и Алексис Техас.
В декабре 2006 Disney обнародовал планы по выпуску продукции Ханны Монтаны, включая одежду, ювелирные украшения, бижутерию и куклы в специальных магазинах. Play Along Toys выпустила куклы по модели Ханны Монтаны, поющие куклы, куклу Майли Стюарт и другой товар в августе 2007. В ноябре выпустили больше кукол Монтаны вместе с Оливером, Лили, а позже и Джейк Райан. Они стали одними из самых популярных рождественских игрушек в 2007 году.
Согласно Daily Dispatch, сериал собрал мировую зрительскую аудиторию в 200 миллионов зрителей в 2008. «Если бы зрители Майли были страной, то они были бы пятым наибольшим населением в мире — даже больше Бразилии». К февралю 2008 франшиза Ханны Монтаны стала настолько значительной, что Дисней собрал «платформу на 80 персон для международных встреч, чтобы обсудить будущее Ханны Монтаны». Вся сфера деятельности Диснея была представлена на встрече.

### Начальная тема
Заставка для Ханны Монтаны — это «The Best of Both Worlds», написанная Мэтью Жераром, её продюсером, и Робби Невилом, и исполненная Майли Сайрус (в роли Ханны Монтаны). Джон Карта, который, помимо того, что сочинил музыкальные вставки, чтобы обозначить смену сцен и перерывы на рекламу в первом сезоне, сочинил и саму песню. Слова песни описывают основную мысль сериала.
Полная версия песни, длительностью 2 минуты 54 секунды, была включена в саундтрек шоу, выпущенная в октябре 2006. Для ТВ-версии темы, которая длится 50 секунд, только первые две и последние две строфы были использованы. «Just Like You» и «The Other Side of Me» были изначально применены для начальной темы песни до того, как «Best of Both Worlds» была выбрана темой.
В начальной теме для двух первых сезонов присутствуют отрывки эпизодов каждого члена актёрского состава, когда появляются их имена. Имя каждого члена актёрского состава на экране оформлено в неоновом стиле. Заставка потом меняется на полноэкранные отрывки из эпизодов (большинство отрывков, использованные в версии первого сезона заставки, были ранее снятые эпизоды) с именами создателей, появляющимися в конце. Логотип шоу появляется в начале и в конце заставки (последняя часть на «концертной сцене» Майли Сайрус в роли Ханны Монтаны). Единственные изменения для второго сезона были замена отрывков эпизода и добавление логотипа Диснея над логотипом шоу.
Для третьего сезона была использована новая версия титров. В них Майли и Ханна Монтана на декорациях Таймс-сквера. Имена актёров и актрис и отрывки из шоу появляются на неоновом щите, где Ханна Монтана в новом парике и с новым стилем одежды. Песня играет как ремикс «The Best of Both Worlds», которая изначально была записана (и услышана в) Hannah Montana: The Movie. Это первый раз, когда сериал на Disney Channel абсолютно переделал заставку.

### Судебные иски
23 августа 2007 Бадди Шеффилд возбудил дело против Диснея на Ханну Монтану, заявляя, что он изначально предложил идею Ханны Монтаны, но не был вознаграждён Диснеем. В иске Шеффилд заявил, что он подкинул идею для сериала с названием «Rock and Roland» для Disney Channel в 2001 с сюжетом о старшекласснице, которая живёт секретной двойной жизнью как рок-звезда. Тяжба гласила, что руководству Disney Channel сначала понравилась идея, но сериал отвергли.
9 апреля 2010 сосоздатели Hannah Montana Рич Корелл и Барри О’Брайан завели иск против Диснея на сумму $5 миллионов из-за прибыли от показа. Корелл и О’Брайен заявили, что им отказали в честном разделении прибыли и что предварительно договорились о премиальных процентах с конечных сделок, а также, по правилам Гильдии авторов Америки, требуют написать их имена в титрах, в строке «создатели». Корелл, который также был режиссёром многочисленных эпизодов сериала, также заявил, что его нечестно ограничили и занесли в чёрный список Диснея после того, как дал свидетельские показания по отношению к арбитражу ГАА. Представитель говорит, что Дисней отказал комментировать иск. Майкл Пориес, третий создатель Ханны Монтаны, завёл тяжбу против Диснея по тем же основаниям в октябре 2008.

## Актёрский состав

Главные герои сериала, слева направо: Робби Рэй Стюарт, Джексон Стюарт, Майли Стюарт/Ханна Монтана, Оливер Окен/Майк Стендли III и Лилли Траскотт/Лола Лафнэгл

| - Майли Сайрус в роли Майли Стюарт/Ханны Монтаны - Эмили Осмент в роли Лилли Траскотт/Лолы Лафнэгл - Митчел Муссо в роли Оливера Окена/Майка Стендли III (Сезон 1-3, эпизодическая роль в 4 сезоне) - Джейсон Эрлз в роли Джексона Стюарта - Билли Рэй Сайрус в роли Робби Рэй Стюарта - Мойзес Ариас в роли Рико Суаве (Сезон 2-4, эпизодическая роль в 1 сезоне) - Брук Шилдс в роли Сьюзан Стюарт, мамы Майли и Джексона. - Шаника Ноулз в роли Эмбер Эддисон - Анна Мария Перес де Тагле в роли Эшли Девитт - Роми Деймс в роли Трейси Ван Хорн - Хейли Чейз в роли Джоанни Палумбо - Долли Партон в роли Тёти Долли - Вики Лоуренс в роли Мамоу Рати - Франциска Коллир в роли Рокси - Коди Линли в роли Джейка Райана | Эпизодические персонажи (продолж.) - Селена Гомес в роли Макейлы - Морган Йорк в роли Сары - Ноа Сайрус в роли маленькой Майли (это лишь небольшая роль, но она была часто использована) - Эрин Мэттьюз в роли Карен Канкл - Пол Вогт в роли Мистера Донцига - Лиза Арч в роли фотографа Лайзы - Андре Кинни в роли Купера - Тео Оливарес в роли Макса - Эндрю Колдвелл в роли Тора - Майкл Каган в роли Колина Лазиттер - Грег Бейкер в роли Мистера Корелли - Эллен Альбертини Дау в роли Кэтрин МакКорд - Братья Джонас в роли самих себя - Джон Сина в роли Джона Сины - Дрю Рой в роли Джесси - Микки Рурк в роли рестлера - Нэнси О’Делл в роли самой себя - Крис Зилка в роли Гейба Ламотти - Стерлинг Найт в роли Лукаса - Марк Гапка в роли Остина Рэйна - Тиффани Торнтон в роли Бекки - Р. Брэндон Джонсон в роли Брайана Винтерса - Джесси Маккартни в роли самого себя - Николь Андерсон в роли Мариссы Хьюз - Чайна Энн Макклейн в роли Изабеллы - Ли-Эллин Бейкер в роли Микки - Терри Роудс в роли Мака - Таммин Сурсок в роли Сиены - Эшли Тисдейл в роли Мэдди - Мэтт Прокоп в роли Троя МакКэнна - Кёрби Блисс Блэнтон в роли Бекки Вэллер |

### Дополнительно
Майли Стюарт
Главная героиня сериала. С 12 лет выступает под псевдонимом «Ханна Монтана» в светлом парике и тёмных очках. Дружит с Лилли Траскотт и Оливером Океном. Друзья Ханны — Лола Лафнэгл и Майкл Стэнли III. Есть старший брат Джексон. Мама Майли умерла, когда ей было 10 лет.
Робби Рэй Стюарт
Вдовец Сьюзан Стюарт, отец Джексона и Майли Стюарт, брат-близнец Бобби Рэя Стюарта. Звезда кантри-музыки. Является продюсером Ханны Монтаны. Очень любит своих детей и старается по мере сил научить их уму-разуму. Обожает делать причёску в стиле «Робби Рэй». Любит готовить пирог. Робби Рэй очень добр и терпелив, ко всему в жизни старается относиться положительно. Его роль в сериале исполняет настоящий отец Майли Сайрус, американский кантри-певец и актёр Билли Рэй Сайрус.
Джексон Стюарт
Старший брат Майли. Является своего рода комичным персонажем для «разрядки обстановки». Постоянно конфликтует с Майли, но по-настоящему любит её и готов прийти на помощь в трудную минуту. Роль исполняет Джейсон Эрлз.
Лилли Траскотт
Лучшая подруга Майли. В 1 серии 1 сезона Лилли пробирается в гримёрку Ханны через окно с помощью Оливера и, когда Ханна упала в торт, Лилли убирает с её лица торт и узнаёт свою лучшую подругу. Они с Майли очень близки, почти как сёстры. Лилли любит скейтборд. Она не очень женственная, хотя однажды она пыталась стать более женственной с помощью Майли, чтобы заполучить парня, но оказалось, что он любил её за то, что она была крутой скейтбордисткой, а не гламурной фифой. В 3 сезоне Лилли начинает встречаться с Оливером. Роль Лилли Траскотт исполняет американская актриса и певица Эмили Осмент.
Оливер Окен
Лучший друг Майли. Во 2-й серии первого сезона узнаёт её секрет и помогает сохранить его. В начале он был влюблён в Ханну Монтану, но, узнав, что это Майли, отступает и хочет быть ей просто другом, но в итоге с 3 сезона он начинает встречаться с Лилли Траскотт. Сначала Ханна не берёт его с собой на выступления, но потом он сопровождает её как друг Майк Стэнли III. Хороший друг Джексона. В третьем сезоне он приходит в студию Xанны Монтаны, чтобы продемонстрировать свои вокальные способности, и оказывается хорошим певцом. Роль Оливера исполняет американский певец и актёр Митчел Муссо.
Рико Суаве
Со второго сезона становится главным персонажем сериала. Имеет ярко выраженные испанские корни. «Друг» Джексона, постоянно издевается над ним. Джексон работает на него в кафе на пляже. Известен своим злодейским смехом и коварными замыслами. В одной из серий он сказал, что пакостить — это его хобби. Не любит, когда все думают о его беспомощности из-за роста. Известно, что его кафе отличается непомерно высокими ценами. Имеет двух сестёр и старшего брата. Роль Рико исполняет американский актёр Мойзес Ариас.
Второстепенные роли
- Сьюзан Стюарт (Брук Шилдс) — жена Робби Рэя и мать Майли и Джексона. Она умерла в 2003 году, но часто появляется в воспоминаниях и на фотографиях Стюартов, а также на домашнем видео.

Хотя Сьюзан и Робби Рэй жили в Теннесси, впервые они познакомились в придорожном кафе. Она работала официанткой в свободное от колледжа время, а он ехал домой в Нашвилл. Робби сказал, что влюбился в Сьюзан сразу, и что она тоже влюбилась в него — ведь она смеялась над всеми его шутками. Однако, когда Робби Рэй предложил Сьюзан встречаться, она отказалась, так как у неё уже был парень. Робби помогла тётя Долли, и Сьюзан, наконец, пошла с ним на свидание.
Сьюзан была хорошей мамой, правда более строгой, чем Робби Рэй, и не позволяла Майли пить на ночь «какао-макао», потому что от него девочке снились кошмары. По словам Майли, она была разумным покупателем и обладала хорошим вкусом. Робби Рэй вспоминал, что, когда они отправлялись за покупками, то все, что он делал, — носил сумки.
Сьюзан умерла в 33 года, когда Майли было всего 10 лет. Она болезненно реагировала на знакомство папы с другой женщиной. Сьюзан приснилась Майли, потому что она боялась потерять голос. Мама утешала дочь и говориила, что даже если она не будет Ханной Монтаной, она по-прежнему будет «чертовски потрясающей» девушкой. Робби показывает Майли видеозапись с мамой, где та советует ей всегда прислушиваться к сердцу. Сьюзан подарила Майли браслет на лодыжку с надписью «Мечта». Она надевала этот браслет на каждый концерт Ханны, но Лондон Типтон выбросила его за борт лайнера, узнав, что в нём поддельные бриллианты.
Робби Рэй признается, что боялся растить детей после смерти жены, но он смог, потому что чувствовал, что Сьюзан рядом с ним. Когда Робби Рэй разочаровывается в Джексоне, он показывает на портрет Сьюзан и говорит, что она не будет гордиться им. Это заставляет Джексона признаться в своей лжи.
- Лесли «Джейк» Райан (Коди Линли) — американский актёр, получивший известность за роль истребителя зомби в сериале «Школа зомби», номинирован на премию «Эмми». На протяжении сериала они с Майли встречаются и расстаются, снова встречаются и снова расстаются.

Джейк стал актёром ещё в детстве, снявшись в рекламе подгузников Wonder. Затем у него был большой успех в «Школе зомби» (пародия на «Баффи — истребительница вампиров», «Подросток-йети», «Подросток-гладиатор и Меч огня», а также «Роджер Бак: Межгалактический охотник за головами» (пародия на «Бак Роджерс в XXV веке»). Утверждает, что также популярен, как и Шийа Лабаф. Также появлялся в шоу «Попался!» (пародия на «Скрытая камера»).
Впервые Джейк встречает Майли в средней школе, где он некоторое время учился. Прибытие Джейка в школу вызывает большую шумиху среди учеников, которые обожают «Школу зомби». Однако, Майли считает, что Джейк хочет, чтобы к нему относились как к обычному парню, а не как к звезде. Именно это привлекло Джейка в Майли. В конце концов, она тоже понимает, что любит Джейка, хотя поначалу отказывается это признавать. На протяжении их отношений исследуются взлёты и падения знаменитости. Хотя Джейк часто пользуется преимуществами своей известности, однажды он признаётся Майли, что иногда хочет бы быть таким, как все.
В эпизоде первого сезона «Люди, которые используют людей» их отношения длятся совсем недолго — Джейк целует Майли и говорит ей, что улетает в Румынию на съёмки нового фильма (на четыре месяца). Потом он возвращается во втором сезоне, где Майли его прощает. Они начинают встречаться снова, и Джейк признаётся, что на самом деле его зовут Лесли. Майли, наконец, рассказывает ему, что она — Ханна Монтана. Позднее Джейк и Майли решают быть просто друзьями, но, тем не менее, в эпизоде «Вот и нужны друзья», Майли понимает, что всё ещё любит Джейка и ревнует его к Макейле.
В третьем сезоне Джейк возвращается и понимает, что всё ещё любит Майли, но не признаёт этого. Майли и Джейк начинают снова встречаться, и Робби Рэй видит, как Джейк любит Майли, и пытается пересмотреть своё отношение к нему.
Окончательный разрыв происходит в четвёртом сезоне, когда Майли узнаёт от Оливера, что Джейк изменил ей.
- Эмбер Эдиссон (Шаника Ноулз) и Эшли Девитт (Анна Мария Перес де Тагле) — одноклассницы Майли и Лилли, при этом непримиримые соперницы. Эмбер и Эшли очень популярны среди своих сверстников, избалованы богатыми родителями и являются типичными королевами школы. По иронии судьбы, Эмбер и Эшли очень любят Ханну Монтану, несмотря на своё презрение к Майли.

В их дуэте, как правило, главная — Эмбер. Она является редактором школьной газеты, великолепно поет и первая в классе получила водительские права. К тому же она хорошо учится в школе, и Эшли часто списывает у неё. Эмбер и Эшли вместе хотели вступить в группу поддержки, но им отказали. Эшли утешила Эмбер, сказав, что она «слишком хороша». Они ненавидят Майли и Лилли, прогоняют их к «столикам для лохов» и помещают в самый конец списка «крутизны», из-за которого одноклассники плохо относятся к ним. В «The Idol Side of Me» Майли и Лилли решают проучить Эмбер в прямом эфире шоу «Green Gas», думая, что она этого заслуживает. Майли (как Ханна) разговаривает за кулисами с Эмбер и узнает, что в детстве над ней все смеялись. Майли становится жаль Эмбер, она обещает помочь, при условии, что Эмбер станет добрее к людям.
В эпизоде «Achey Jakey Heart» Эмбер и Эшли хотят стать друзьями Майли и Лилли, потому что Майли начинает встречаться с Джейком Райаном. Это убеждает Майли, что она правильно поступила, придумав Ханну, так как Эмбер и Эшли хотят стать её друзьями по эгоистичным причинам.
Каждый раз, когда Эмбер и Эшли что-то говорят одновременно, они прикасаются указательными пальцами и говорят: «Оооо, тссс!». Этот жест является своего рода «фишкой» и очень раздражает Лилли и Майли, которые однажды сделали его в насмешку над Эмбер и Эшли. Потом Майли и Лилли придумывают свой жест лучших подруг. Рокси предлагает сделать этот жест Робби Рэю, но он отказывается.
- Трейси ван Хорн — звёздная подруга Ханны Монтаны. Обладает заносчивым характером и неприятным голосом из-за гайморита. Недолюбливает Лолу Лафнэгл (Лилли Траскотт), считает её странноватой. Постоянно устраивает звёздные вечеринки, на которых Ханна Монтана должна присутствовать. В третьем сезоне собралась выйти замуж за Джейка Райана, периодического парня Майли-Ханны, но это оказывается розыгрышем для Ханны. Её играет американская актриса Роми Деймс.
- Тётя Долли — тётушка Майли и Джексона, иногда появляется в сериале как приглашённая звезда. Была в ссоре с бабушкой Руди, и лишь Майли смогла помирить их. Помогает Майли справляться со сложной жизнью Ханны Монтаны и обычного подростка. Роль исполнила певица Долли Партон.
- Бабушка Руди — бабушка Майли и Джексона. Периодически появляется в сериале и помогает Майли, Джексону и Робби Рэю справляться с проблемами. В прошлом была волейболисткой. Также появляется в фильме Ханна Монтана, но там её роль исполняет другая актриса. В сериале её играет американская актриса и певица Вики Лоуренс, в фильме — Марго Мартиндейл.
- Рокси — В первом и втором сезонах Рокси — телохранительница Ханны Монтаны. Ей известен её секрет. Это крупная темнокожая женщина, способная защитить от любого хулигана. Рокси относится к своей работе очень серьезно охранять Майли от опасности. Рокси раньше была Морским пехотинцем, где она изучила большинство своих методов. Она была также телохранительницей для известного виолончелиста Ио-Ио Ма. Позже она работала охранником в месте с названием «Город Париков», где она впервые встретила Майли и Робби. Майли пыталась создать образ Ханны, и Рокси им помогла выбрать соответствующий парик. Тогда она устроилась на работу как телохранитель Ханны. Она временно работала на Секретную службу защиты президента, после того как спасла его от просроченных суши. Однако позже она вернулась, чтобы работать на Ханну. Её роль исполняет Фрэнсис Кальер.

- Макейла — Поп-звезда, которая конкурирует с Ханной, но до сих пор намного менее успешна. Ханна встретилась в первый раз с Макейлой в телешоу Колина Ласситера, где в эфире эти две девочки общаются по-доброму, но, когда Колин Ласситер объявляет рекламу, Макейла прямо сообщает Ханне, что презирает её, начиная конкуренцию между девочками. Ханна и Макейла появляются вместе с Ласситером во второй раз для сборщика денег телемарафона, где они обмениваются оскорблениями. Макейла на первом месте в первой 10-ке хитов, со своей песней «Сердце Купидона». Хотя Макейла ненавидит Ханну, ей действительно нравится Майли и она считает Майли своей подругой, хотя ей не нравится Лилли. Влюблена в Джейка Райана. Роль Макейлы исполняет диснеевская певица и актриса Селена Гомеc. Макейла появляется во 2 сезоне.
- Джоанни — Одноклассница главных героинь. Она и Лилли недолюбливают друг друга, потому что в детстве Джоанни делала Лилли разные пакости. К тому же Джоанни терпеть не может Ханну. Позже они соперничают в американском футболе, где Лилли одерживает победу. В серии, где Майли устроила с ней и Лилли ночёвку, они мирятся. Также влюбилась в Оливера с первого взгляда и они встречались, но недолго.

Роли третьего плана
- Фрэнсис Корелли (Грег Бейкер) — учитель Майли, Лилли и Оливера. Иногда бывает очень странным. Живёт с мамой.
- Карен Канкл (Эрин Мэттьюз) — учитель Майли, Лилли, Оливера, Джексона и Рико. Иногда бывает очень строга к Майли и Джексону. В попытке получить хорошие оценки Джексон заставляет своего отца идти на свидание с Карен, но это заканчивается неудачей.
- Лори (Кристин Тейлор) — медсестра в средней школе. Майли познакомила её со своим отцом, ради встречи с ним. Появляется в трех эпизодах.
- Сара (Морган Йорк) — одноклассница Майли, Лилли и Оливера. Иногда Лилли называет её «Святой Сарой». Типичный ботаник. Она старается защитить окружающую среду, помочь бездомным животным, бедным и нуждающимся людям. Сара каждый день встает в 04:00 утра, за исключением субботы, когда она просыпается в 05:30. Она имеет только две пары носков. Сара когда-то работала в магазине Рико. У неё есть отец, Вуди (Эд Бегли мл.).

## Список эпизодов
| Сезон  | Эпизоды  | Оригинальная дата выхода в эфир (США) | Оригинальная дата выхода в эфир (США) |
| Сезон  | Эпизоды  | Премьера сезона                       | Финал сезона                          |
| ------ | -------- | ------------------------------------- | ------------------------------------- |
| 1      | 26       | 24 марта 2006                         | 30 марта 2007                         |
| 2      | 29       | 23 апреля 2007                        | 12 октября 2008                       |
| 3      | 30       | 2 ноября 2008                         | 14 марта 2010                         |
| 4      | 15       | 11 июля 2010                          | 16 января 2011                        |
| Фильмы | 2 фильма | н/д                                   | н/д                                   |

## Фильмы

### Ханна Монтана и Майли Сайрус: Концертный тур «Две жизни»
Ханна Монтана и Майли Сайрус: Концертный тур «Две жизни» — это концертный фильм Walt Disney Pictures, выпущенный в Disney Digital 3-D. Ограниченный релиз был намечен на неделю: с 1 по 7 февраля 2008 в США и Канаде и позже с релизом в других странах, но был продлён, чтобы зрители смотрели в кинотеатрах столько, сколько захотят. Disney объявил, что концерт был снят в некоторых городах, чтобы выпустить в кинотеатрах США в феврале в том же месяце в других странах. В фильме используются 3D-очки.
В первый уик-энд с 1 по 3 февраля 2008 у фильма был валовый доход $29 миллионов. Это был самый значительный фильм на выходных. Выйдя на экраны только в 638 кинотеатрах, он установил рекорд — более $42,000 за кинотеатр. Также установил рекорд по самому высокому доходу в 3D-кино за выходные.

### Ханна Монтана: Кино
Ханна Монтана: Кино — это фильм-адаптация американского молодёжного ситкома Ханна Монтана. Съёмки начались в апреле 2008, в основном, в Колумбии и Лос-Анджелесе и закончились в июле 2008. Фильм был выпущен 10 апреля 2009 в США и Канаде.

## Дискография
| Саундтреки - Ханна Монтана (2006) - Ханна Монтана 2: Встречайте Майли Сайрус (2007) - Ханна Монтана: Кино (2009) - Ханна Монтана 3 (2009) - Ханна Монтана Навсегда (2010) | Другие альбомы - Ханна Монтана 2: Непрекращающаяся Танцевальная Вечеринка - Ханна Монтана и Майли Сайрус: Концертный тур «Две жизни» (2008) - Ханна Монтана: Ремиксы |

## Награды и номинации
| Год  | Награда                               | Категория                                           | Получатель                                                         | Результат |
| ---- | ------------------------------------- | --------------------------------------------------- | ------------------------------------------------------------------ | --------- |
| 2006 | Teen Choice Awards                    | Выдающаяся Звезда ТВ                                | Майли Сайрус                                                       | Номинация |
| 2006 | ASCAP Awards                          | Лучший Телесериал                                   | Актёры и создатели Ханны Монтаны                                   | Победа    |
| 2007 | Награда Золотой Кумир                 | Лучшая Новая Комедия                                | Актёры и создатели Ханны Монтаны                                   | Номинация |
| 2007 | Kids' Choice Awards                   | Любимая Телеактриса                                 | Майли Сайрус                                                       | Победа    |
| 2007 | Teen Choice Awards                    | Выбор ТВ-шоу: Комедия                               | Актёры и создатели Ханны Монтаны                                   | Победа    |
| 2007 | Teen Choice Awards                    | Любимая Телеактриса                                 | Майли Сайрус                                                       | Победа    |
| 2007 | Creative Arts Emmy                    | Выдающаяся Детская Программа                        | Актёры и создатели Ханны Монтаны                                   | Номинация |
| 2008 | Kid's Choice Awards                   | Любимая Телеактриса                                 | Майли Сайрус                                                       | Победа    |
| 2008 | Kid's Choice Awards                   | Любимое ТВ-шоу                                      | Актёры и создатели Ханны Монтаны                                   | Номинация |
| 2008 | Young Artist Award                    | Лучший Семейный Телесериал                          | Актёры и создатели Ханны Монтаны                                   | Победа    |
| 2008 | Young Artist Award                    | Лучшая Игра в Телесериале — Главная Молодая Актриса | Майли Сайрус                                                       | Победа    |
| 2008 | Young Artist Award                    | Лучшая Игра в Телесериале — Актриса Второго плана   | Райан Ньюмен                                                       | Номинация |
| 2008 | Young Artist Award                    | Лучший Актёрский Ансамбль в Сериале                 | Майли Сайрус, Эмили Осмент, Митчел Муссо, Мойзес Ариес, Коди Линли | Номинация |
| 2008 | Грейси                                | Выдающаяся Главная Героиня — Комедийный Сериал      | Майли Сайрус                                                       | Победа    |
| 2008 | Teen Choice Awards                    | Выбор ТВ-актриса-Комедия                            | Майли Сайрус                                                       | Победа    |
| 2008 | Teen Choice Awards                    | Выбор ТВ-шоу-Комедия                                | Актёры и создатели Ханны Монтаны                                   | Победа    |
| 2008 | Creative Arts Emmy                    | Выдающаяся Детская Программа                        | Актёры и создатели Ханны Монтаны                                   | Номинация |
| 2008 | Television Critics Association Awards | Выдающееся Достижение в Детской Программе           | Актёры и создатели Ханны Монтаны                                   | Номинация |
| 2008 | BAFTA Children's Awards               | BAFTA Выбор Детей 2008                              | Актёры и создатели Ханны Монтаны                                   | Победа    |
| 2008 | ASCAP Awards                          | Наилучший Сериал                                    | Актёры и создатели Ханны Монтаны                                   | Победа    |
| 2009 | Kid's Choice Awards                   | Любимое ТВ-шоу                                      | Актёры и создатели Ханны Монтаны                                   | Номинация |
| 2009 | Gracie Allen Awards                   | Выдающаяся Главная Героиня-Комедийный Сериал        | Майли Сайрус                                                       | Победа    |
| 2009 | Creative Arts Emmy                    | Выдающаяся Детская Программа                        | Актёры и создатели Ханны Монтаны                                   | Номинация |
| 2009 | ASCAP Awards                          | Наилучший Сериал                                    | Актёры и создатели Ханны Монтаны                                   | Победа    |
| 2010 | Creative Arts Emmy                    | Выдающаяся Детская Программа                        | Актёры и создатели Ханны Монтаны                                   | Номинация |

## Международный релиз
Ханна Монтана транслируется по всему миру на следующих телеканалах:
| Регион                      | Телесеть | Премьерный показ                                    |
| --------------------------- | --- | --------------------------------------------------- |
| Арабский мир                | Disney Channel Middle East                                                                                          | 24 марта 2006 (оригинальная премьера)               |
| Арабский мир                | MBC3 | 10 ноября 2007                                      |
| Аргентина                   | Disney Channel Latin America                                                                                        | 2006                                                |
| Бруней                      | Disney Channel Asia                                                                                                 | 23 сентября 2006                                    |
| Гонконг                     | Disney Channel Asia                                                                                                 | 23 сентября 2006                                    |
| Индонезия                   | Disney Channel Asia                                                                                                 | 23 сентября 2006                                    |
| Корея                       | Disney Channel Asia                                                                                                 | 23 сентября 2006                                    |
| Малайзия                    | Disney Channel Asia                                                                                                 | 23 сентября 2006                                    |
| Филиппины                   | Disney Channel Asia                                                                                                 | 23 сентября 2006                                    |
| Сингапур                    | Disney Channel Asia                                                                                                 | 23 сентября 2006                                    |
| Таиланд                     | Disney Channel Asia                                                                                                 | 23 сентября 2006                                    |
| Вьетнам                     | Disney Channel Asia                                                                                                 | 23 сентября 2006                                    |
| Бангладеш                   | Disney Channel India                                                                                                | 23 сентября 2006                                    |
| Индия                       | Disney Channel India                                                                                                | 23 сентября 2006                                    |
| Пакистан                    | Disney Channel India                                                                                                | 23 сентября 2006                                    |
| Шри-Ланка                   | Disney Channel India                                                                                                | 23 сентября 2006                                    |
| Австралия                   | Disney Channel Australia                                                                                            | 7 августа 2006                                      |
| Австралия                   | Seven Network | 7 апреля 2007                                       |
| Латвия Литва Эстония        | Disney Channel Scandinavia                                                                                          | 29 сентября 2006                                    |
| Бельгия                     | VT4 Disney Channel (Netherlands & Belgium)                                                                          | 3 сентября 2007 1 ноября 2009                       |
| Бразилия                    | Disney Channel | 26 ноября 2006                                      |
| Бразилия                    | Rede Globo | 5 апреля 2008                                       |
| Болгария                    | Jetix | 15 августа 2008 (первоначально на английском языке) |
| Болгария                    | BNT 1 | 28 марта 2009                                       |
| Болгария                    | Disney Channel Bulgaria                                                                                             | 18 сентября 2009                                    |
| Республика Кипр             | Cyprus Broadcasting Corporation                                                                                     | 1 октября 2009                                      |
| Канада                      | Family | 4 августа 2006                                      |
| Чили                        | Disney Channel Latin America                                                                                        | 11 ноября 2006                                      |
| Чили                        | Canal 13 | 20 апреля 2007                                      |
| Континентальный Китай       | SMG International Channel Shanghai                                                                                  | 30 июня 2008                                        |
| Колумбия                    | Disney Channel Latin America                                                                                        | 12 ноября 2006                                      |
| Чехия                       | Jetix | 2008                                                |
| Дания                       | Disney Channel Denmark                                                                                              | 29 сентября 2006                                    |
| Дания                       | DR 1 | январь 2007                                         |
| Доминиканская Республика    | Disney Channel Latin America                                                                                        | 12 ноября 2006                                      |
| Финляндия                   | Finnish version of Disney Channel Scandinavia                                                                       | 29 февраля 2008                                     |
| Франция                     | Disney Channel France                                                                                               | 3 октября 2006                                      |
| Германия                    | Disney Channel Germany                                                                                              | 23 сентября 2006                                    |
| Германия                    | Super RTL | 24 сентября 2007                                    |
| Греция                      | Disney Channel Greece                                                                                               | 31 октября 2009                                     |
| Исландия                    | Sjónvarpið | 2007                                                |
| Ирландия                    | TRTÉ, Disney Channel                                                                                                | 6 мая 2006                                          |
| Израиль                     | Arutz HaYeladim Jetix/Disney Channel                                                                                | 6 июня 2007 2009                                    |
| Италия                      | Disney Channel (Italy)                                                                                              | 21 сентября 2006                                    |
| Япония                      | Disney Channel Japan                                                                                                | 14 октября 2006                                     |
| Япония                      | TV Tokyo | 5 октября 2007                                      |
| Ливан                       | Future Television                                                                                                   | январь 2009                                         |
| Македония                   | A1 television | 29 сентября 2008                                    |
| Мексика                     | Disney Channel Latin America                                                                                        | 12 ноября 2006                                      |
| Мексика                     | Azteca 7 TV Azteca                                                                                                  | 6 июля 2007                                         |
| Молдавия                    | Disney Channel Romania                                                                                              | 18 сентября 2009                                    |
| Нидерланды                  | Jetix | 17 мая 2008                                         |
| Нидерланды                  | Disney Channel (Netherlands & Belgium) (Первый сезон дублирован на нидерландский язык, со второго сезона субтитры.) | 9 октября 2009                                      |
| Новая Зеландия              | Disney Channel New Zealand Four Sticky TV                                                                           | 7 августа 2006                                      |
| Норвегия                    | Disney Channel Scandinavia                                                                                          | 29 сентября 2006                                    |
| Пакистан                    | Disney Channel (Премьера США)                                                                                       | 24 марта 2006                                       |
| Пакистан                    | Disney Channel Arabia                                                                                               | 24 марта 2006                                       |
| Пакистан                    | Disney Channel India                                                                                                | 23 сентября 2006                                    |
| Пакистан                    | Jetix Pakistan | 5 января 2008                                       |
| Пакистан                    | GEO Kids (Трансляция сериала с урду субтитрами)                                                                     | ноябрь 2008                                         |
| Пакистан                    | WikKid Plus (Дублирован на урду)                                                                                    | 12 января 2009                                      |
| Панама                      | Disney Channel Latin America                                                                                        | 12 ноября 2006                                      |
| Панама                      | Tele 7 | 2 января 2008                                       |
| Перу                        | Disney Channel Latin America                                                                                        | 11 ноября 2006                                      |
| Польша                      | Disney Channel Poland                                                                                               | 2 декабря 2006                                      |
| Польша                      | TVP1 |                                                     |
| Португалия                  | Disney Channel Portugal                                                                                             | 2006                                                |
| Квебек                      | VRAK.TV | 18 июня 2007                                        |
| Румыния                     | TVR 1 | 3 июля 2007                                         |
| Румыния                     | Jetix | 15 августа 2008                                     |
| Румыния                     | Disney Channel Romania                                                                                              | 18 сентября 2009                                    |
| Россия                      | СТС | 1 сентября 2008                                     |
| Россия                      | Disney Channel Russia                                                                                               | 11 августа 2010                                     |
| Россия                      | СТС-Love | 12 августа 2018                                     |
| Южно-Африканская Республика | Disney Channel South Africa                                                                                         | 29 сентября 2006                                    |
| Сербия                      | Jetix/Disney XD | 2008                                                |
| Сербия                      | RTS | декабрь 2010                                        |
| Словения                    | Kanal A | октябрь 2008                                        |
| Казахстан                   | 31 канал Disney Channel (Казахстан)                                                                                 | 24 октября 2009 3 марта 2012                        |
| Словакия                    | STV 1 | май 2007                                            |
| Словакия                    | Jetix | июль 2007                                           |
| Испания                     | Disney Channel Spain                                                                                                | январь 2007                                         |
| Швеция                      | Disney Channel Scandinavia SVT                                                                                      | 29 сентября 2006                                    |
| Тринидад и Тобаго           | CNC3 Television | ноябрь 2008                                         |
| Тринидад и Тобаго           | Disney Channel (Премьера США)                                                                                       | 24 марта 2006                                       |
| Тайвань                     | Disney Channel Taiwan                                                                                               | 4 ноября 2006                                       |
| Турция                      | Digiturk | 29 апреля 2007                                      |
| Турция                      | Disney Channel Turkey                                                                                               | 29 апреля 2007                                      |
| Украина                     | Новый канал Disney Channel Ukraine                                                                                  | 23 февраля 2010 16 октября 2010                     |
| Великобритания              | Disney Channel UK, Five                                                                                             | 6 мая 2006                                          |
| Великобритания              | CITV |                                                     |
| Соединённые Штаты Америки   | Disney Channel | 24 марта 2006                                       |
| Соединённые Штаты Америки   | ABC Kids |                                                     |
| Вьетнам                     | Disney Channel Asia                                                                                                 | 23 сентября 2006                                    |
| Вьетнам                     | VTC9 (2 и 3 сезон дублированы на вьетнамский язык)                                                                  | 19 апреля 2010                                      |

## Видеоигры
- Hannah Montana: Spotlight World Tour
- Hannah Montana: Music Jam
- Hannah Montana: Pop Star Exclusive
- Hannah Montana DS
- Dance Dance Revolution Disney Channel Edition
- Disney Sing It
- Hannah Montana: The Movie